# رحالا
رحالا (به فرانسوی: Rahhala) یک منطقهٔ مسکونی در مراکش است که در استان شیشاوه واقع شده‌است. رحالا ۶٬۳۵۷ نفر جمعیت دارد.